# Georg Fischer (biathlon)
Pour les articles homonymes, voir Fischer.
Georg Fischer, né le 10 novembre 1960 à Kelheim, est un biathlète et fondeur allemand.

## Biographie
Il fait ses débuts internationaux en 1985, puis effectue sa première saison complète en 1986-1987, se classant 17e du sprint des Championnats du monde. Dans la Coupe du monde, il est deux fois victorieux avec le relais, mais ne remporte aucun podium individuel (au mieux seizième au classement général).
Il court les épreuves de ski de fond aux Jeux olympiques d'hiver de 1988, où il est septième du relais.
En 1989, il remporte la médaille d'argent à la course par équipes aux Championnats du monde à Feistritz.

## Palmarès en biathlon

### Championnats du monde
- Mondiaux 1989 à Feistritz :
  -  Médaille d'argent à la course par équipes.

### Coupe du monde
- Meilleur classement général : 16e en 1987.
- 2 victoires en relais[1].